# Rony Jansson
Rony Jene Aleksi Jansson (10 januari 2004) is een Fins voetballer die speelt als verdediger voor Kalmar FF.

## Carrière

### Beginjaren
Jansson werd geboren in Espoo. Hij begon met voetballen in de jeugd van GrIFK in Kauniainen. In 2018 werd hij opgenomen in de jeugdopleiding van HJK Helsinki. Hij speelde in 2021 één seizoen in het reserveteam van de club, Klubi 04, dat uitkwam in de Ykkönen.

### Kalmar FF
Jansson tekende in de zomer van 2022 bij de Zweedse club Kalmar FF en werd eerst ingeschreven bij de onder-19 en onder-21 academieselecties. Jansson vertelde later dat hij een aanbod van Genoa had afgeslagen voordat hij naar Zweden verhuisde.
Voorafgaand aan het Allsvenskan-seizoen 2023 werd Jansson gepromoveerd naar het eerste elftal van Kalmar FF. Hij maakte zijn Allsvenskan-debuut op 3 juli 2023. Als invaller kwam hij binnen de lijnen tijdens de uitwedstrijd tegen Mjällby (1-1).
Op 3 augustus 2023 debuteerde Jansson in Europees verband, als late vervanger van Robert Gojani, in een UEFA Conference League-kwalificatieduel tegen FC Pjoenik Jerevan.
Op 19 september 2023 verlengde Jansson zijn contract bij Kalmar en tekende een nieuwe vierjarige overeenkomst.

## Interlandcarrière
Jansson is een regelmatige Finse jeugdinternational. Hij kreeg zijn eerste oproep voor het Finse U21 nationale team op 24 augustus 2023 voor de wedstrijden in september, maar moest zich terugtrekken. Op 29 september werd hij opgeroepen voor de UEFA Under-21 Euro Championship kwalificatiewedstrijden tegen respectievelijk Albanië en Roemenië op 13 en 17 oktober 2023.

## Persoonlijk leven
Ondanks zijn Zweeds klinkende naam spreekt Jansson geen Zweeds als moedertaal. Zijn overgrootmoeder was half Zweeds.